# 周守标
周守标（1963年8月—），安徽和县人，中国农工民主党党员，安徽师范大学教授。

## 生平
1986年本科毕业于安徽师范大学并留校任教。1993年于安徽师范大学获硕士学位，1997年于南京林业大学获博士学位。先后在东北师范大学、日本宫崎大学访问研究。曾任安徽师范大学环境科学与工程学院院长，现任安徽师范大学生态与环境学院教授、博士生导师。

## 学术贡献
主要从事植物学、生态学和环境科学领域研究工作。主持安徽省科技攻关项目、国家林业局项目等30余项课题，发表论文300余篇，主编、参编专著11部。获建设部科技进步三等奖、中国土壤学会科学技术一等奖、中国植物学会先进工作者等10多项奖励或荣誉。为致敬其长期致力于石蒜科植物研究工作，由安徽师范大学研究人员联合合作单位共同发表的石蒜科一新属新种以他的名字命名为守标蒜属。

## 社会兼职
中国植物生理与植物分子生物学学会理事，安徽省政协常委，芜湖市政协委员，芜湖市人大常委会常务委员。农工党安徽省委委员、芜湖市委副主委，农工党安徽省委人口资源环境专门委员会副主任。